# Di-rect

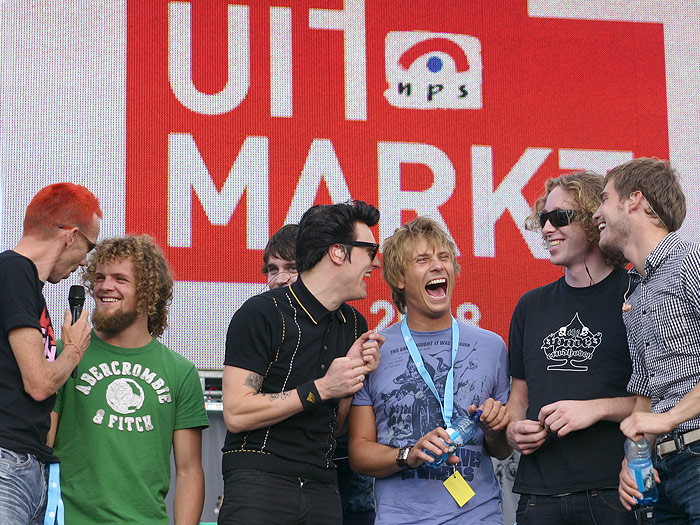
Di-rect (2008)

Di-rect ist eine niederländische Rockband aus Den Haag mit vorwiegend englischen Texten.

## Geschichte
Die Band wurde 1999 durch vier Teenager mit Unterstützung von Dick Westland (Vater von Jamie) und Dennis van Hoorn (Rock Palace) gegründet. Nachdem der bekannte niederländische DJ Rob Stenders von 3FM ihr Demotape mit fünf Liedern gehört hatte, bekam die Gruppe einen Plattenvertrag. Das auf dem Tape enthaltene Just the Way I Do It wurde zum ersten Hit.
2001 erschien das Debütalbum Discover. Unterstützt wurde Di-rect unter anderem durch Kane und Skik. Das Album wurde, auch durch die Unterstützung von 3FM, innerhalb kurzer Zeit Platz 1 der Dutch Album Charts. Im Sommer 2002 spielte Di-rect auf den drei größten niederländischen Festivals: Pinkpop, Parkpop und Lowlands. Der zweite Longplayer Over the Moon stammt aus dem Jahr 2003 und enthält die Single-Hits Adrenaline, She, Rollercoaster und Don’t Kill Me Tonight.
Im Zusammenhang mit dem 2005er Album All Systems Go! hatte Di-rect diverse Festivalauftritte, darunter beim PinkPop Festival. Im gleichen Jahr war die Band Teil der MTV-Reality-Show Road Rally und kam somit erstmals in die Vereinigten Staaten. Mit den Alben Live & Acoustic und Di-rect doet Tommy (beide 2008) knüpfte die Gruppe an die vorherigen Erfolge an.
Nachdem Akkerman Di-rect 2009 verlassen hatte, wurde in der Fernsehsendung Wie is di-rect auf BNN ein neuer Leadsänger gesucht. Mit dem neuen Sänger Marcel Veenendaal entstanden die Alben This Is Who We Are (2010) und Time Will Heal Our Senses (2011). 2014 folgte das im eigenen Studio aufgenommene Daydreams in a Blackout.

## Mitglieder
- Tim Akkerman – Gesang, Gitarre (bis 2009)
- Bas van Wageningen – Bass
- Jamie Westland – Schlagzeug
- Frans „Spike“ van Zoest – Gitarre
- Paul Jan Bakker – Gitarre (ab 2016)
- Vince van Reeken – Keyboard (2009–2016)
- Matteo Iannella – Keyboard (ab 2017)
- Marcel Veenendaal – Gesang (ab 2009 für Akkerman)

## Diskografie

### Alben
| Jahr | Titel                      | Höchstplatzierung, Gesamtwochen, AuszeichnungChartsChartplatzierungen (Jahr, Titel, Platzierungen, Wochen, Auszeichnungen, Anmerkungen) | Anmerkungen                                    |
| Jahr | Titel                      | NL | Anmerkungen                                    |
| ---- | -------------------------- | --- | ---------------------------------------------- |
| 2001 | Discover                   | NL14 Gold · (68 Wo.)NL | Erstveröffentlichung: 12. November 2001        |
| 2003 | Over the Moon              | NL2 Gold · (26 Wo.)NL | Erstveröffentlichung: 16. Juni 2003            |
| 2005 | All Systems Go!            | NL1 (28 Wo.)NL | Erstveröffentlichung: 18. Februar 2005         |
| 2007 | Di-rect                    | NL2 (9 Wo.)NL | Erstveröffentlichung: 2. März 2007             |
| 2008 | Live & Acoustic            | NL14 (8 Wo.)NL |                                                |
| 2008 | Di-rect doet Tommy         | NL53 (7 Wo.)NL | Erstveröffentlichung: 14. November 2008        |
| 2010 | This Is Who We Are         | NL3 Gold · (28 Wo.)NL | Erstveröffentlichung: 14. Mai 2010             |
| 2011 | Time Will Heal Our Senses  | NL6 (21 Wo.)NL | Erstveröffentlichung: 17. Mai 2013             |
| 2014 | Daydreams in a Blackout    | NL1 (15 Wo.)NL | Erstveröffentlichung: 4. April 2014            |
| 2017 | Rolling with the Punches   | NL6 (5 Wo.)NL | Erstveröffentlichung: 6. Oktober 2017          |
| 2020 | Wild Hearts                | NL2 Gold · (21 Wo.)NL | Erstveröffentlichung: 9. Oktober 2020          |
| 2023 | Residentie Orkest Sessions | NL6 (3 Wo.)NL | Erstveröffentlichung: 3. Februar 2023          |
| 2024 | Sphinx                     | NL2 Gold · (6 Wo.)NL | Erstveröffentlichung: 8. März 2024             |
| 2025 | Sphinx Clubtour 2024       | NL100 (1 Wo.)NL | Erstveröffentlichung: 12. April 2025 Livealbum |

### Singles
| Jahr | Titel Album                           | Höchstplatzierung, Gesamtwochen, AuszeichnungChartsChartplatzierungen (Jahr, Titel, Album, Platzierungen, Wochen, Auszeichnungen, Anmerkungen) | Anmerkungen                                                 |
| Jahr | Titel Album                           | NL | Anmerkungen                                                 |
| --- | ------------------------------------- | --- | ----------------------------------------------------------- |
| 2001 | Just the Way I Do Discover            | NL24 (4 Wo.)NL |                                                             |
| 2002 | Inside My Head Discover               | NL8 (13 Wo.)NL | Erstveröffentlichung: 25. Januar 2002                       |
| 2002 | Free Discover                         | NL14 (6 Wo.)NL | Erstveröffentlichung: 21. Juni 2002                         |
| 2002 | Adrenaline Over the Moon              | NL10 (10 Wo.)NL | Erstveröffentlichung: 15. November 2002                     |
| 2003 | She Over the Moon                     | NL2 (13 Wo.)NL | Erstveröffentlichung: 2. Mai 2003                           |
| 2003 | Rollercoaster Over the Moon           | NL27 (3 Wo.)NL | Erstveröffentlichung: 15. August 2003                       |
| 2003 | Don’t Kill Me Tonight Over the Moon   | NL21 (7 Wo.)NL | Erstveröffentlichung: 5. Dezember 2003                      |
| 2005 | Hungry for Love All Systems Go        | NL4 (15 Wo.)NL | Erstveröffentlichung: 21. Januar 2005                       |
| 2005 | Cool without You All Systems Go       | NL4 (11 Wo.)NL | Erstveröffentlichung: 22. April 2005                        |
| 2005 | Webcamgirl All Systems Go             | NL10 (10 Wo.)NL | Erstveröffentlichung: 29. Juli 2005                         |
| 2005 | Blind for You All Systems Go          | NL13 (10 Wo.)NL | Erstveröffentlichung: 21. November 2005 feat. Wibi Soerjadi |
| 2007 | A Good Thing Di-rect                  | NL2 (12 Wo.)NL | Erstveröffentlichung: 9. Februar 2007                       |
| 2007 | I Just Can’t Stand Di-rect            | NL36 (2 Wo.)NL | Erstveröffentlichung: 11. Mai 2007                          |
| 2007 | Johnny Di-rect                        | NL26 (5 Wo.)NL | Erstveröffentlichung: 2. Juli 2007                          |
| 2009 | Times Are Changing This Is Who We Are | NL11 Gold · (14 Wo.)NL | Erstveröffentlichung: 9. November 2009                      |
| 2010 | This Is Who We Are                    | NL15 (8 Wo.)NL | Erstveröffentlichung: 23. April 2010                        |
| 2010 | Hold On This Is Who We Are            | NL23 (8 Wo.)NL |                                                             |
| 2010 | Natural High This Is Who We Are       | NL28 (4 Wo.)NL |                                                             |
| 2011 | The Chase Time Will Heal Our Senses   | NL22 (5 Wo.)NL |                                                             |
| 2011 | Young Ones Time Will Heal Our Senses  | NL26 (3 Wo.)NL | Erstveröffentlichung: 7. September 2011                     |
| 2013 | Where We Belong –                     | NL24 (6 Wo.)NL | Erstveröffentlichung: 18. Oktober 2013 mit Fedde Le Grand   |
| 2020 | Soldier On Wild Hearts                | NL3 ×2Doppelplatin · (21 Wo.)NL | Erstveröffentlichung: 21. Februar 2020                      |
| 2020 | Color Wild Hearts                     | NL32 (6 Wo.)NL | Erstveröffentlichung: 4. September 2020                     |
| 2022 | Through the Looking Glass Sphinx      | NL8 Gold · (22 Wo.)NL | Erstveröffentlichung: 1. April 2022                         |
| 2022 | 90s Kid Sphinx                        | NL24 (7 Wo.)NL | Erstveröffentlichung: 15. September 2022                    |
| 2023 | How My Heart Was Won Sphinx           | NL26 Gold · (13 Wo.)NL | Erstveröffentlichung: 20. Januar 2023                       |
| 2023 | OMG It’s Happening Sphinx             | NL24 (19 Wo.)NL | Erstveröffentlichung: 30. Juni 2023                         |
| 2024 | My Blood Sphinx                       | NL18 (24 Wo.)NL | Erstveröffentlichung: 2. Februar 2024                       |
| Folgende Lieder erschienen nicht als Single, wurden aber durch das Album zum Download und Streaming bereitgestellt und konnten somit eine Platzierung erlangen: |                                       | |                                                             |
| |                                       | |                                                             |
| 2024 | Wastelands Sphinx                     | NL37 (5 Wo.)NL | Charteinstieg: 3. August 2024                               |

Weitere Singles
- 2001: My Generation
- 2003: Name of the Game
- 2004: Underground Cafe

### Videoalben
- 2002: In Indonesia
- 2003: Live in Paradiso